# 弦楽四重奏曲op.56 (シベリウス)
弦楽四重奏曲 ニ短調 作品56は、ジャン・シベリウスが1908年から1909年にかけて作曲した4曲目の弦楽四重奏曲である。初演は1910年1月6日にベルリンでチェチル弦楽四重奏団により行われた。『内なる声』（ラテン語:Voces Intimae）という表題を持ち、この名称で知られている。

## 概要
学生時代の3曲の弦楽四重奏曲(変ロ長調作品4を含む)は現在ほとんど演奏されないため、この曲が実質的に唯一演奏されるシベリウスの弦楽四重奏曲である。作風は弦楽四重奏というよりも弦楽合奏に近い。

## 編成
- 第1ヴァイオリン
- 第2ヴァイオリン
- ヴィオラ
- チェロ

## 曲の構成
全楽章は切れ目なく演奏される。演奏時間は約27分。
- 第1楽章 Andante - Allegro molto moderato
4分の4拍子 - 3/4拍子 ソナタ形式。ヴァイオリンとチェロの短い対話の後、トゥッティで提示される主部の第1主題に移る。そしてこの主題をチェロが引き継いだ後、第2主題に入る。
- 第2楽章 Vivace
2/4拍子 冒頭にヴァイオリンが提示する旋律は、第1楽章第2主題と繋がりがある。コーダ付近に現れる動機は3、4楽章の旋律に関連性が見られる。
- 第3楽章 Adagio di molto　
2/4拍子 最初にヴァイオリンで提示される主題の一部は第2楽章コーダ付近の動機と繋がりがある。
- 第4楽章 Allegreto (ma pesante)
2/4拍子 舞曲風の楽章。
- 第5楽章 Allegro
2/4拍子 第1ヴァイオリンで最初に提示される主題の中には第1楽章第1主題の旋律が散見される。